# Sojuz TMA-11M
Sojuz TMA-11M byla ruská kosmická loď řady Sojuz. Dne 7. listopadu 2013 ji nosná raketa Sojuz FG vynesla z kosmodromu Bajkonur k Mezinárodní vesmírné stanici (ISS), kam dopravila tři členy Expedice 38. Poté zůstala u ISS jako záchranná loď až do 13. května 2014, kdy se s ní stejná trojice kosmonautů vrátila na Zem.

## Posádka
Hlavní posádka:
- Michail Ťurin (3), velitel, Roskosmos (CPK)
- Richard Mastracchio (4), palubní inženýr 1, NASA
- Kóiči Wakata (4), palubní inženýr 2, JAXA

V závorkách je uveden dosavadní počet letů do vesmíru včetně této mise.
Záložní posádka:
- Maxim Surajev, Roskosmos (CPK)
- Gregory Wiseman, NASA
- Alexander Gerst, ESA

## Průběh letu
Kosmická loď Souz TMA-11M nesená raketou Sojuz FG odstartovala z kosmodromu Bajkonur 7. listopadu 2013 v 04:14:16 UTC. Se stanicí se spojila po čtyřech obězích Země a šesti hodinách letu v 10:27:52 UTC.
Kosmonauti přivezli na stanici ISS pochodeň se symbolickým olympijským ohněm, kterou 9. listopadu Oleg Kotov a Sergej Rjazanskij i vynesli do vesmíru při výstupu na povrch stanice. Pochodeň 11. listopadu vrátila na Zem posádka Sojuzu TMA-09M (Fjodor Jurčichin, Luca Parmitano a Karen Nybergová).
Koncem 13. května 2014, ve 22:36 UTC, se Ťurin, Mastracchio a Wakata s lodí odpojili od stanice a 14. května 2014 v 1:58 UTC přistáli v kazašské stepi 147 km jihovýchodně od Džezkazganu; let trval 187 dní, 21 hodin a 44 minut.